# Fudan-universiteit
De Fudan-universiteit (Vereenvoudigd Chinees: 复旦大学, Traditioneel Chinees: 復旦大學, pinyin: Fùdàn Dàxué) is een openbare universiteit in Shanghai, China. Het is een van de oudste en meest prestigieuze universiteiten van de Volksrepubliek China. De universiteit is opgericht in 1905, aan het einde van de Qing-dynastie.
De Fudan-universiteit telt vandaag de dag zeventien fulltime scholen, 69 departementen, 73 bacheloropleidingen, 22 disciplines en 134 sub-disciplines voor een Ph.D.-graad, 201 masteropleidingen, zes professionalopleidingen, 9 National Basic Onderzoeks- en Trainingsinstituten, en 25 postdoc onderzoeksinstellingen.
De universiteit biedt plaats aan 45.000 fulltime studenten, waarvan ongeveer 1760 van buitenlandse afkomst.
Fudan is tevens lid van de Universitas 21.

## Geschiedenis
De Fudan-universiteit werd in 1905 in Shanghai opgericht als de Openbare School Fudan of Fudan-college in 1905. De twee Chinese karakters Fudan (復旦) werden gekozen door Ma Xiangbo S.J. (马相伯) uit de klassieke tekens (《尚书大传•虞夏传》). In 1911, tijdens de Xinhai-revolutie, werd het college ingenomen door het Guangfu-leger, en was bijna een jaar gesloten.
In 1917 werd het Fudan-college een privé-universiteit genaamd de Fudan-privé-universiteit (私立復旦大學). De universiteit bevatte toen ook een middelbare school. In 1929 paste Fudan zijn departement aan om ook journalistiek, rechten en pedagogiek te kunnen onderwijzen.
In 1937 verhuisde Fudan samen met de Kwomintang naar de stad Beibei. Op 25 december 1941 gingen er in de nationale overheid van de Republiek China stemmen op om van Fudan een openbare universiteit te maken. De universiteit werd toen hernoemd naar nationale Fudan-universiteit. Vijf jaar later verhuisde de universiteit terug naar Shanghai.
Na de oprichting van de Volksrepubliek China verloor Fudan zijn titel nationaal, en werd gewoon Fudan-universiteit. Fudan was in 1952 de eerste universiteit die werd aangepast door de overheid, en gemodelleerd naar Sovjet-educatie. De originele departementen werden aangepast.
In de jaren 70, na de Culturele Revolutie, werd de universiteit veranderd naar zijn huidige vorm.

## Presidenten
- 1905-1906 Ma Xiangbo (马相伯)
- 1906-1907 Yan Fu (严复)
- 1907-1909 Xia Jing'guan (夏敬观)
- 1909-1910 Gao Fengqian (高凤谦)
- 1910-1912 Ma Xiangbo (马相伯)
- 1913-1936 Li Denghui (李登辉)
- 1918 Tang Luyuan (唐路园)
- 1924-1925 Guo Renyuan (郭任远)
- 1936-1940 Qian Xinzhi (钱新之)
- 1940-1943 Wu Nanxuan (吴南轩)
- 1943-1949 Zhang Yi (章益)
- 1949-1977 Chen Wangdao (陈望道)
- 1977-1983 Su Buqing (苏步青)
- 1983-1988 Xie Xide (谢希德)
- 1988-1993 Hua Zhongyi (华中一)
- 1993-1999 Fujia Yang (杨福家)
- 1999-2009 Wang Shenghong (王生洪)
- 2009-2014 Yang Yuliang (杨玉良)
- 2014–...   Xu Ningsheng (许宁生)